# Club Deportivo Español de Talca
O Club Deportivo Español de Talca, conhecido simplesmente por Español de Talca, é um clube profissional de basquetebol que atualmente disputa a LNB e a Liga das Américas. Manda seus jogos no Ginásio Cendyr Sur com capacidade para 3.200 espectadores.

## Temporada por Temporada
| Temporada | Nível | Liga | Pos. | Pós Temporada     | Competições internacionais | Competições internacionais |
| --------- | ----- | ---- | ---- | ----------------- | -------------------------- | -------------------------- |
| 2014-15   | 1     | LNB  | 4    | Quartas de finais | -                          | -                          |
| 2015-16   | 1     | LNB  | 9    |                   | -                          | -                          |
| 2016-17   | 1     | LNB  | 3    | Campeão           | -                          | -                          |
| 2017-18   | 1     | LNB  |      |                   | 1 Liga das Américas        | FG 0-3 (Gr. B)             |

fonte:eurobasket.com

### Títulos
Liga Chilena
- Campeão (3):2010, 2012-13, 2016-17

Dimayor
- Campeão (1):1981